# Bernhard Helbig
Emil Bernhard Helbig (20. Juni 1854 in Dresden – 30. Juni 1900 ebenda) war ein deutscher Kinderdarsteller, Balletttänzer und Theaterschauspieler.

## Leben
Helbig trat mit acht Jahren als Eleve in die Ballettschule des Königlichen Hoftheaters in Dresden ein. Bereits zu der Zeit wurde er in Balletts, großen Opern, Possen und Ausstattungsstücken als Tänzer und Darsteller verwendet.
Am 1. Februar 1869 wurde er als Tänzer, am 1. September 1870 nebenbei als Ballett-Inspizient engagiert (und bekam endlich monatliche Gage). Beide Stellungen behielt er neun Jahre und trat in dieser Zeit im Ballet unter anderem als „Wilfried“ in Gisella, als „Kuno (Jäger)“ in Die Eifersucht, in Der Küchenmeister Hummer, als „Frau Walter“ in Der hüpfende Freier auf.
In den letzten beiden Jahren als Tänzer versuchte er sich auch in kleinen Sprechrollen, und da er damit Erfolg hatte, wurde er vom 1. Oktober 1878 an, nachdem er am 2. Oktober als „Rudenz“ im Wilhelm Tell debütiert hatte, für zweite Liebhaberrollen engagiert. In Dresden blieb er bis mindestens 1887.

## Belege
1. ↑  Standesamt Dresden II: Sterberegister. Nr. 1530/1900.

| Personendaten    | Personendaten                                                     |
| ---------------- | ----------------------------------------------------------------- |
| NAME             | Helbig, Bernhard                                                  |
| ALTERNATIVNAMEN  | Helbig, Emil Bernhard (vollständiger Name)                        |
| KURZBESCHREIBUNG | deutscher Kinderdarsteller, Balletttänzer und Theaterschauspieler |
| GEBURTSDATUM     | 20. Juni 1854                                                     |
| GEBURTSORT       | Dresden                                                           |
| STERBEDATUM      | 30. Juni 1900                                                     |
| STERBEORT        | Dresden                                                           |